# En mauvaise passe
Pour plus de détails, voir Fiche technique et Distribution.
En mauvaise passe (Lone Star Raiders) est un film américain réalisé par George Sherman, sorti en 1940.

## Fiche technique
- Titre original : Lone Star Raiders
- Titre français : En mauvaise passe
- Réalisation : George Sherman
- Scénario : Joseph Moncure March et Barry Shipman (en) d'après une histoire de Charles F. Royal (en) et des personnages de William Colt MacDonald
- Photographie : William Nobles
- Montage : Tony Martinelli
- Pays de production : États-Unis
- Format : Noir et blanc - 1,37:1
- Genre : western
- Durée : 57 minutes
- Date de sortie : 1940

## Distribution
- Robert Livingston : Stony Brooke
- Bob Steele : Tucson Smith
- Rufe Davis : Lullaby Joslin
- June Johnson : Linda Cameron
- George Douglas (en) : Henry Martin
- Sarah Padden : Lydia 'Granny' Phelps
- John Elliott : Dad Cameron
- John Merton : Dixon
- Rex Lease : Fisher
- Bud Osborne : homme au ranch
- Jack Kirk (en) : homme au ranch
- Tom London : homme au ranch
- Hal Price (en) : Shériff